# Bronzerelief Aufbruch

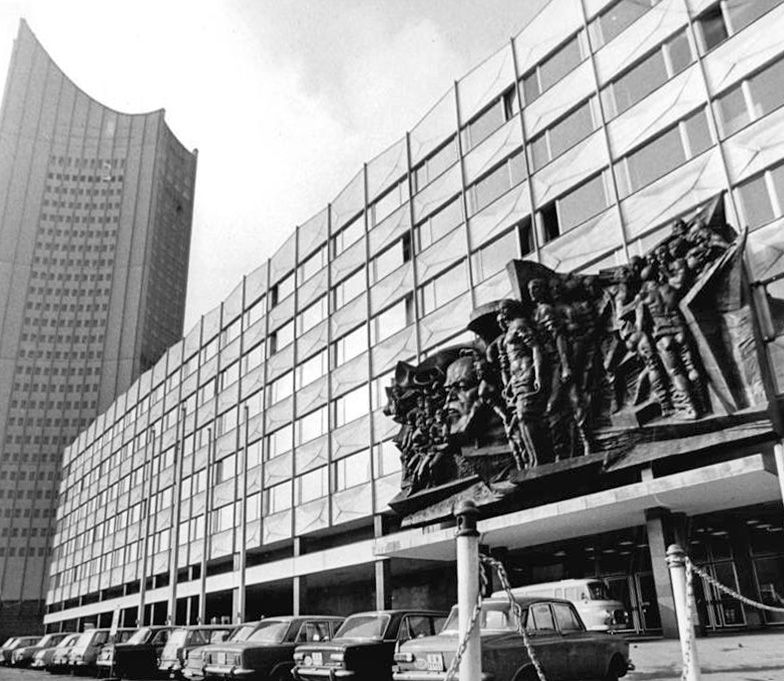
Relief „Aufbruch“ am Hauptgebäude der Karl-Marx-Universität Leipzig (1975)

Das Bronzerelief „Aufbruch“ ist ein 1973 für den damaligen Neubau der Universität Leipzig geschaffenes Kunstwerk im Stil des Sozialistischen Realismus. Da sich in seinem Zentrum der Kopf von Karl Marx befindet, dem damaligen Namenspatron der Universität, wird es allgemein auch als „(Karl-)Marx-Relief“ bezeichnet. 2007 und 2008 gab es in Leipzig anlässlich der Bauarbeiten auf dem Campus am Augustusplatz eine breite gesellschaftliche Debatte über die Wiederaufstellung des Reliefs.

## Entstehung

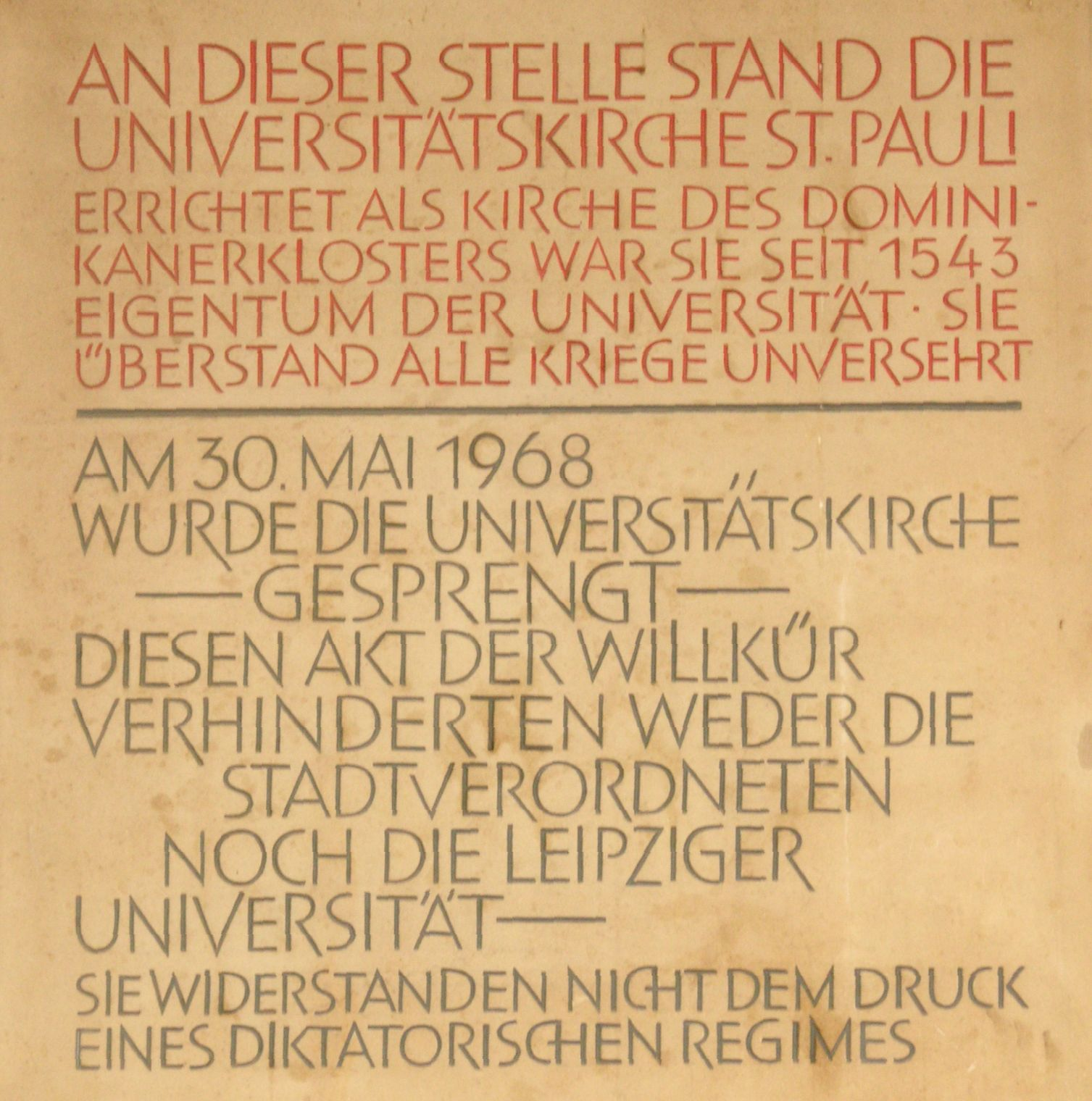
Gedenktafel am Gebäude der Universität (2006)

Nach der Sprengung der Universitätskirche St. Pauli im Jahr 1968 entstand an ihrer Stelle bis 1974 das inzwischen abgerissene Hauptgebäude der Universität an der Westseite des Augustusplatzes (damals Karl-Marx-Platz). An der Stelle der Giebelwand der Paulinerkirche wurde das wuchtig wirkende, massive Bronzerelief 1974 zum 25. Jahrestag der DDR am Uni-Hauptgebäude aufgestellt.
Es war 1970 bis 1973 von den Künstlern Frank Ruddigkeit, Klaus Schwabe und Rolf Kuhrt geschaffen worden. Sie hatten sich bei einem Wettbewerb um die Gestaltung des Denkmals unter anderem gegen Bernhard Heisig und Willi Sitte durchgesetzt. Das Bronzerelief ist 14 Meter lang, 7 Meter hoch und 33 Tonnen schwer.

## Debatte um die Wiederaufstellung

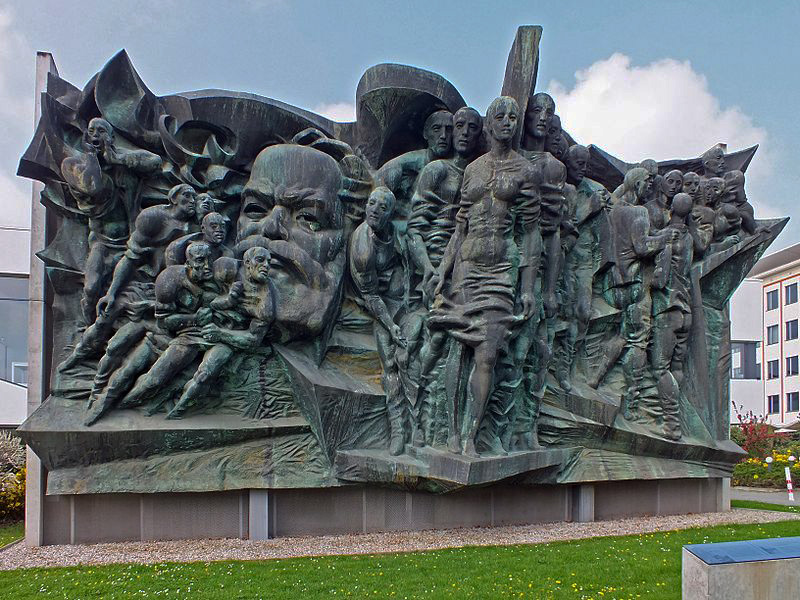
Das Denkmal am heutigen Standort auf dem Campus Jahnallee (2014)

Im Zuge der Um- und Neubauarbeiten für den neuen Leipziger Universitätscampus wurde das Relief 2006 abgebaut. Wenig später entspann sich eine intensive gesellschaftliche Debatte um seine Wiederaufstellung. Dafür setzt sich vor allem der Rektor der Leipziger Universität Franz Häuser ein. Der Schriftsteller Erich Loest dagegen wollte das Objekt „Marx“ zusammen mit den Trümmern der gesprengten Paulinerkirche am Stadtrand vergraben lassen.
2008 wurde das Relief zusammen mit einem erläuternden Begleittext auf dem Campus Jahnallee aufgestellt. Rektor Häuser nannte es „ein zeitgeschichtliches Zeugnis, mit dem man sich aktiv auseinandersetzen muss“.